# Wetlook

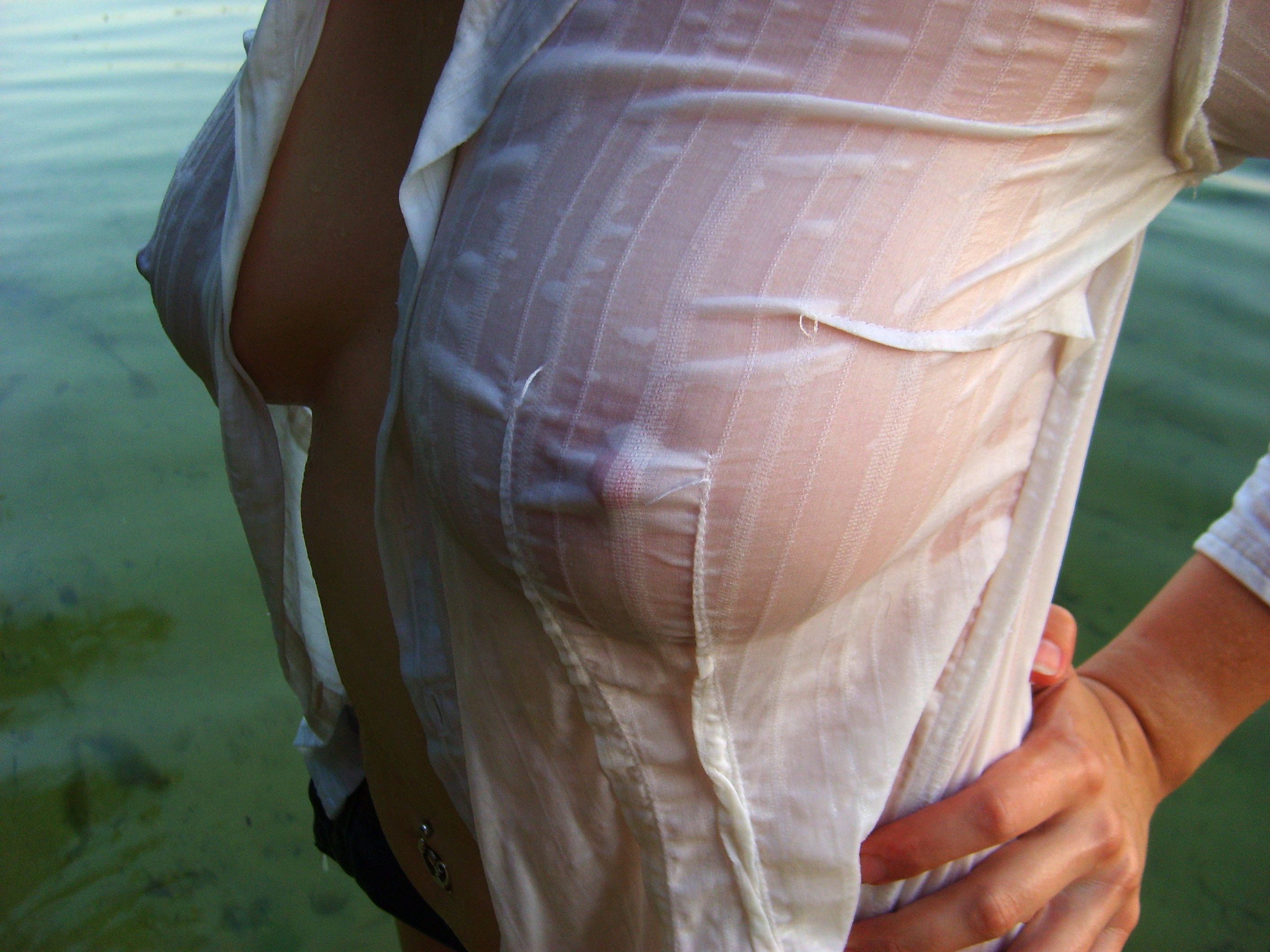
El wetlook se da cuando se lleva ropa mojada.

Wetlook consiste en la práctica de llevar ropa mojada por placer. También puede referirse al acto de mojarse mientras se lleva ropa, y divertirse haciéndolo u observando a otras personas hacerlo. Para muchos,  es un fetiche sexual , donde el placer deriva de la observación de personas mojadas con ropa, así como del hecho de mojarse ellos mismos, aunque otras personas disfrutan mojándose por razones no sexuales.
Muchas personas disfrutan la forma en la que la ropa mojada queda ajustada al cuerpo, así como la forma en la que se siente la ropa pegada al cuerpo cuando se moja. También, la ropa de colores claros se transparenta cuándo se moja resulta para muchas personas sexualmente excitante. La ropa también tiene un brillo al mojarse, y también se oscurece con colores oscuros.
El Wetlook a menudo se considera para producir la idea de que llevar ropa mientras al nadar o bañarse está prohibido o es impropio o inconformista. Quienes disfrutan el wetlook afirman que descubren este placer a una edad temprana, tan temprana como los cinco años, normalmente teniendo una experiencia relacionada con el wetlook ya sea observando a alguien mojándose o mojándose ellos mismos. Aquellos que disfrutan el wetlook lo hacen de formas diferentes—algunos disfrutan el acto de mojarse, mientras a otros les gusta permanecer mojados. A algunos les gusta mojarse lentamente, mientras a otros les gusta la sorpresa. Hay asimismo gustos diferentes en cuanto a ropa--muchos prefieren vaqueros, otros se visten de mujer. 
El wetlook es un fetiche poco conocido. Aun así, un estudio alemán del año 2000 ejecutó bastantes búsquedas en Internet y proporcionó cierta claridad en el asunto. Muchos wetlookers encuestados informaron que se habían empezado a sentir excitados por este fetiche desde una edad temprana, principalmente entre las edades de cinco y seis años, pero se describieron ellos mismos como demasiado jóvenes en ese momento para identificar dicha excitación como fetiche sexual. 
La palabra "wetlook" también puede referirse a la ropa en sí misma que tiene un aspecto brillante, y así está denominada como "aspect-mojado".
Mojarse puede referirse también, a dar una opinión sobre algo potencialmente conflictivo, con riesgo de ser juzgado negativamente.